# 特林皮山
特林皮山（英語：Mount Trimpi），是南極洲的山峰，位於帕爾默地，處於布賴斯山西北面6公里，屬於貝倫特山脈的一部分，美國地質調查局根據測量和美國海軍拍攝的空中照片繪入地圖，現時由南極條約體系管理。